# Sven Karevik
Sven Gustaf Karevik, född den 17 maj 1930 i Vimmerby, död den 27 augusti 2015 i Solna, var en svensk militär.
Karevik blev fänrik i ingenjörstrupperna 1954. Efter att ha genomgått Krigshögskolan 1959 blev han kapten i fortifikationskåren 1962. Karevik övergick som sådan till generalstabskåren 1966, men återvände till fortifikationskåren 1968. Han blev kurschef vid Militärhögskolan 1971, sektionschef vid civilförsvarsstyrelsen 1972, fortifikationsofficer i försvarsstaben 1974, stabschef i befästningsinspektionen 1976 och chef för centralplaneringen inom fortifikationsförvaltningen 1978. Karevik genomgick Försvarshögskolan 1975. Han befordrades till major 1970, till överstelöjtnant 1972, till överste 1978 och till överste av första graden 1983. Karevik var chef för fortifikationskåren och inspektör över rikets befästningar 1983–1990. Han blev riddare av Svärdsorden 1972. Karevik vilar på Solna kyrkogård.